# 挂甲

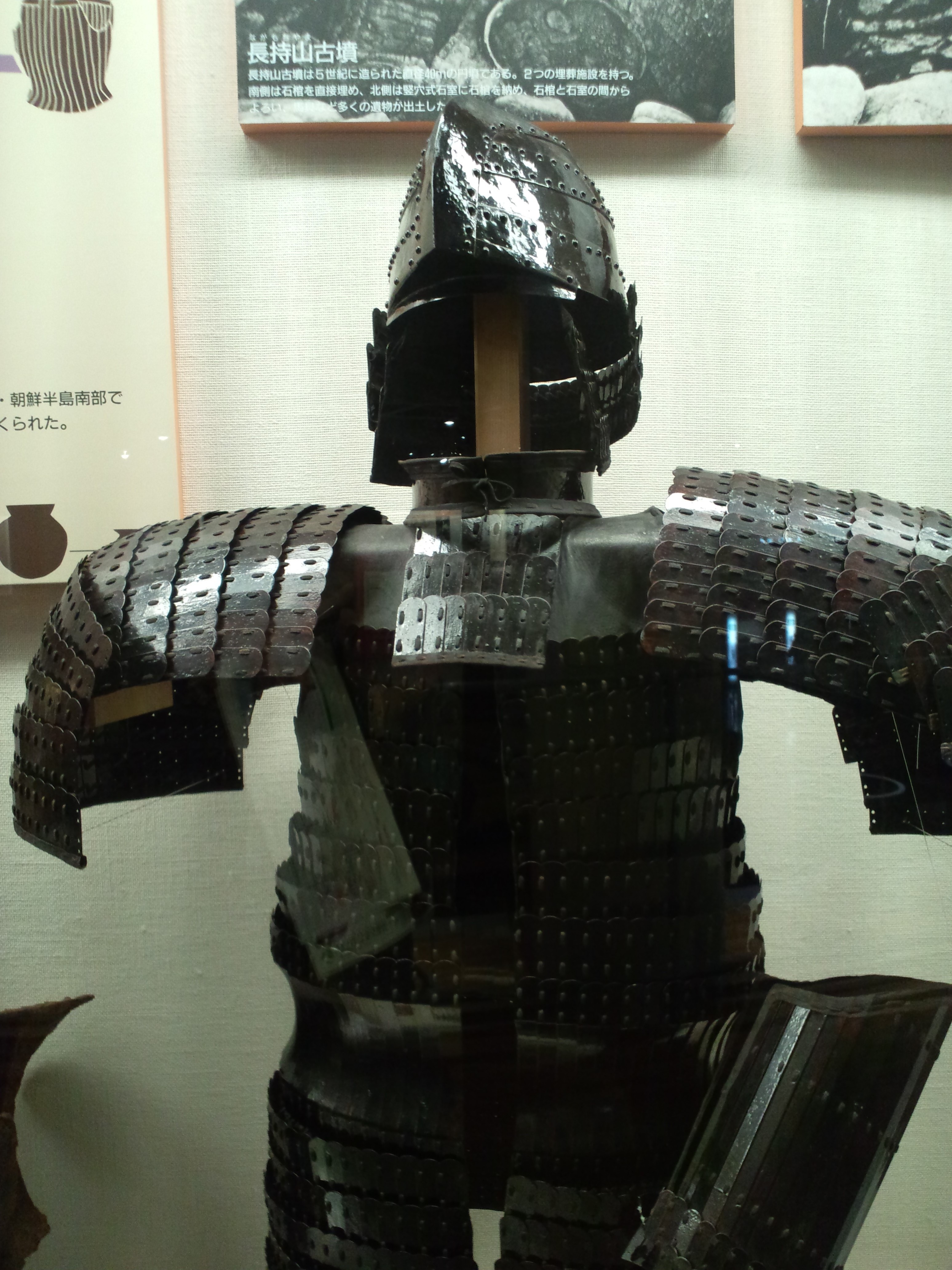
挂甲

挂甲（keikō）是指用绳索穿连并且层叠甲片，下一片总要覆盖上一片的底端，从而形成下层宽于上层的缀甲样式，其實就是札甲。中国古代的挂甲也很多，据专家考证并且复原的商周时代的车兵皮甲，就基本全都是挂甲。在日本，挂甲（广义上的）一直占据着铠式的主导地位。而且，直到近代阿伊努人仍在使用原始形制的挂甲。